# جيمس دارنيل
جيمس دارنيل (بالإنجليزية: James E. Darnell)‏ هو عالم أحياء أمريكي بارز ألف كتاب البيولوجيا الخلوية الجزيئية. حصل في عام 2002 على الميدالية الوطنية في العلوم.